# Einheitsfrontlied
''Einheitsfrontlied'' (em alemão: Canção da Frente Unida) é uma famosa canção do movimento operário alemão. Foi escrita por Bertolt Brecht e composta por Hanns Eisler. O cantor socialista Ernst Busch gravou a versão mais conhecida desta.

## História
Após a ascensão de Adolf Hitler ao poder, em Janeiro de 1933, a situação dos movimentos de esquerda na Alemanha deteriorou-se drasticamente. O antagonismo entre o Partido Social Democrata e o Partido Comunista dividia a esquerda alemã. Após os nazistas terem banido ambos os partidos e sindicatos em 14 de julho de 1933, muitas pessoas, incluindo Bertolt Brecht, passaram a acreditar que apenas uma frente unida de social-democratas e comunistas poderia lutar contra os nacional-socialistas. Em 1934, a pedido do colega diretor de teatro Erwin Piscator, Brecht escreveu o Einheitsfrontlied, conclamando todos os trabalhadores a se juntarem à Arbeiter-Einheitsfront, a Frente Unida dos Trabalhadores. Foi gravada pela primeira vez em 1937, durante a Guerra Civil Espanhola pelo cantor socialista Ernst Busch. Mais tarde, foi publicado na coleção de Brecht de 1939, Svendborger Gedichte.

## Composição
Hanns Eisler, que mais tarde comporia o hino nacional da Alemanha Oriental "Auferstanden aus Ruinen", fez com que a melodia e a letra de Einheitsfrontlied fossem simples para os trabalhadores sem muito preparo cantarem. Isso fez com que a música tomasse um ritmo similar à marchas. Em 1948, Eisler escreveu uma versão sinfônica, que também foi cantada por Ernst Busch.